# Kommando der Schulschiffe
Das Kommando der Schulschiffe war ein Kommando der Bundesmarine. Es wurde am 1. April 1961 aufgestellt und am 30. September 1966 aufgelöst.
Das Kommando der Schulschiffe wurde von einem Kapitän zur See geführt. Es unterstand zunächst dem Kommando der Marineausbildung in Kiel, ab 1. Februar 1962 dem Zentralen Marinekommando ebenfalls in Kiel.

## Unterstellte Verbände und Schiffe
Dem Kommando unterstanden das Schulgeschwader (bis 1963), die Schulschiffe Gorch Fock und Deutschland (ab 1963) und die für die Bordausbildung von Offizieranwärtern eingesetzten Schulfregatten Hipper und Graf Spee. Nach der Auflösung des Kommandos der Schulschiffe wurden die verbleibenden Schiffe der Marineschule Mürwik in Flensburg-Mürwik unterstellt.

## Kommandeure
Kommandeure waren folgende Personen:
- Kapitän zur See Wolfgang Erhardt: von Juli 1962 bis Juni 1963 mit der Wahrnehmung der Geschäfte beauftragt, dann bis März 1965 regulärer Kommandeur
- Kapitän zur See Gerhard Euling: von April 1965 bis zur Auflösung